# Balamurali Ambati
Balamurali Krishna "Bala" Ambati (nacido el 29 de julio de 1977) es un oftalmólogo, educador e investigador estadounidense. El 19 de mayo de 1995, ingresó en el Libro Guinness de los Récords como el médico más joven del mundo, a la edad de 17 años y 294 días.

## Biografía
Ambati nació en Vellore, Tamil Nadu, en el sur de la India. Su familia se mudó a Buffalo, Nueva York cuando tenía tres años.  Según sus padres, Ambati estaba haciendo cálculos a la edad de 4 años.  La familia más tarde se mudó a Orangeburg, Carolina del Sur, y luego a Baltimore, Maryland..  Ambati inicialmente asistió a la escuela secundaria en el Instituto Politécnico de Baltimore antes de transferirse al Baltimore City College, graduándose en 1989 a los 11 años. También a los 11 años, fue coautor de un libro de investigación sobre VIH / SIDA titulado SIDA: La verdadera historia: una guía completa . Se graduó de la Universidad de Nueva York a la edad de 13 años. Se graduó de la Escuela de Medicina Mount Sinai con distinción a la edad de 17 años.   obteniendo un puntaje superior al 99 por ciento en sus Juntas Médicas Nacionales  y convirtiéndose en el médico más joven del mundo en 1995.

## Familia
El padre de Ambati era ingeniero industrial, mientras que su madre era maestra de matemáticas.
Balamurali escribió un libro sobre el SIDA a los 11 años con su hermano Jayakrishna, quien también es médico.